# Kelly Packard
Kelly Packard (Glendale, California, 29 de enero de 1975) es una actriz estadounidense que ha protagonizado programas de televisión como Baywatch y California Dreams y también ha conducido programas como Ripley's Believe It or Not!.
Packard concursó y ganó US$3.200 siendo niña en la versión diurna de Card Sharks. También ha aparecido en infomerciales.
Cuando era adolescente se convirtió y fue bautizada en La Iglesia de Jesucristo de los Santos de los Últimos Días. Se casó y fue sellada con Darrin Privett en 1997, un médico especialista en urgencias. La hija de la pareja, Aubrey Lin, nació el 6 de abril de 2004. Su hijo Dalin nació al año siguiente.
Packard comenzó a coanimar el nuevo segmento nocturno de GSN Live el 15 de septiembre de 2008. Abandonó el programa luego de la emisión del 28 de noviembre de 2008 porque sentía la necesidad de trabajar en otros proyectos y para concentrarse en su familia.
En una de sus apariciones como celebridad invitada en la versión de Donny Osmond del programa de concursos Pyramid, Packard ayudó a un concursante a lograr el mejor tiempo en el Círculo de los Ganadores de esa versión, 27 segundos, un segundo más lento que el récord de todos los tiempos de Billy Crystal

## Filmografía
- 1990: Aquellos maravillosos años (3x11: Don't You Know Anything About Women?; como Susan Fisher) (serie de tv)
- 1991: And You Thought Your Parents Were Weid
- 1992: California Dreams (serie de tv)
- 1997: Little Bigfoot
- 1998: Baywatch: White Thunder at Glacier Bay (video)
- 1998: The World's Greatest Magic 5 (tv)
- 2000: Get You Stuff
- 2002: The Killing Point (video)
- 2002: Auto Focus
- 2003: House Wars (serie de tv)
- 2004-2008: Ripley's Believe It or Not? (serie de tv)